# Gábor Grendel
Gábor Grendel (* 15. července 1980 Bratislava) je slovenský politik a bývalý novinář, v letech 2020 až 2023 místopředseda Národní rady Slovenské republiky a člen strany NOVA, jejímž byl v letech 2017–2019 předsedou.

## Životopis
Narodil se 15. července 1980 v Bratislavě. Jeho otcem byl Lajos Grendel, významný představitel maďarské literatury na Slovensku.

### Práce v médiích
Vystudoval žurnalistiku. Pracoval pro deník Új Szó, Rádio Twist, TA3 a Markízu. Po dvanácti letech moderování politických pořadů a práce redaktora hlavní zpravodajské relace Televizní noviny na Markíze se v roce 2010 stal mluvčím ministra vnitra Daniela Lipšice, který byl v té době místopředsedou KDH.

### Politické působení

#### Poslanec Národní rady (2016–2020)
Ve volbách v roce 2016 kandidoval do Národní rady (NR) z 15. místa na kandidátce OĽaNO a NOVA. Se 14 479 platnými preferenčními hlasy se posunul na 11. místo. V Národní radě byl členem poslaneckého klubu OĽaNO, předsedou Zvláštního kontrolního výboru pro kontrolu činnosti SIS a členem Výboru pro obranu a bezpečnost.

#### Poslanec Národní rady (od 2020)
Ve volbách v roce 2020 opět kandidoval do Národní rady na kandidátce OĽaNO, a to ze 148. místa jako jeden ze šesti členů NOVA, a získal 131 866 hlasů.
Do roku 2023 zastával funkci místopředsedy Národní rady a byl také členem Výboru pro obranu a bezpečnost. Ve volbách v roce 2023 mandát poslance NR SR obhájil, když kandidoval na 149. místě kandidátní listiny koalice OĽaNO, Za ľudí a KÚ a získal 28 181 preferenčních hlasů.
V evropských volbách v roce 2024 kandidoval na 14. místě kandidátní listiny Slovensko a Za ľudí na funkci europoslance, ale nebyl zvolen.

#### Strana NOVA
Dne 3. června 2017 byl zvolen předsedou strany NOVA. Dne 13. února 2019 na funkci předsedy rezignoval kvůli odlišným představám o strategických krocích strany.
V květnu 2021 poslal Grendel a další členové Klubu přátel Tibetu gratulační dopis nově zvolenému předsedovi tibetské exilové vlády Penpovi Ccheringovi.